# آن جه هیون
آن جه هیون (کره‌ای: 안재현؛ زادهٔ ۱ ژوئیهٔ ۱۹۸۷) بازیگر اهل کره جنوبی است. وی از سال ۲۰۰۹ میلادی تاکنون مشغول فعالیت بوده‌است.

## زندگی شخصی
در سال ۲۰۱۵، آن جه هیون در اولین نقش اصلی خود به عنوان یک دکتر خون‌آشام در «خون» ایفا کرده‌است. او همچنین مجموعه ای به عنوان یک ستاره در فیلم چینی عاشقانه-رمانتیک «عروسی کتاب مقدس» بازی کرده‌است.
در ۱۱ مارس ۲۰۱۵ نماینده ای از طرف وی تأیید کرد که او با کو هائه سان (همکار خود در سریال خون) رابطه دارد. و در سال ۲۰۱۶ با او ازدواج کرد.
در اوت سال ۲۰۱۹، گزارش شد که آن جه هیون درخواست طلاق از همسرش را داده‌است.

## فیلم‌شناسی

### فیلم
| سال  | عنوان     | نقش          | توضیحات   | منابع |
| ---- | --------- | ------------ | --------- | ----- |
| ۲۰۱۴ | پادشاه مد | کیم وون هو   |           |       |
| ۲۰۱۴ | زمان‌بندی  | کیم یونگ تاک | وب‌تون     |       |
| ۲۰۱۶ | نقص کامل  | آن           | فیلم چینی |       |

### مجموعه تلویزیونی
| سال       | عنوان                 | نقش                | منابع |
| --------- | --------------------- | ------------------ | ----- |
| ۲۰۱۳–۲۰۱۴ | تو از ستاره‌ها اومدی   | چون یون جه         |       |
| ۲۰۱۴      | همگی محاصره شده‌اید    | پارک ته ایل        |       |
| ۲۰۱۵      | خون                   | پارک جی سانگ/جیسون |       |
| ۲۰۱۵      | لوتوس برفی            | ما مون جه          |       |
| ۲۰۱۶      | سیندرلا و چهار شوالیه | کانگ هیون مین      |       |
| ۲۰۱۷      | دنیاهای بهم پیوسته    | چا مین جون         |       |
| ۲۰۱۸      | زیبایی درون           | ریو اون هو         |       |
| ۲۰۱۹      | نواقص عشق             | لی کانگ وو         |       |
| ۲۰۲۳      | اصل کاری              | گونگ ته کیونگ      |       |

### برنامه تلویزیونی
| سال       | عنوان                     | نقش          | توضیحات         | منابع |
| --------- | ------------------------- | ------------ | --------------- | ----- |
| ۲۰۱۱–۲۰۱۲ | قشر مرفه                  | عضو بازیگران | قسمت‌های ۱–۵۳    |       |
| ۲۰۱۳      | میوزیک تاک تاک ما بلینگ   | مجری         |                 | [ ۱ ] |
| ۲۰۱۴      | ام کانت‌داون               | مجری         |                 | [ ۲ ] |
| ۲۰۱۶–۲۰۱۸ | سفر جدید به غرب (فصل ۲–۶) | عضو بازیگران |                 |       |
| ۲۰۱۷      | زوج عاشق                  | عضو بازیگران | همراه کو هه سان |       |
| ۲۰۱۷–۲۰۱۹ | آشپزخانه کانگ             | عضو بازیگران |                 | [ ۳ ] |
| ۲۰۲۱      | کمپینگ بهاری              | عضو بازیگران |                 |       |
| ۲۰۲۱      | نابغه ورزشی آن جه هیون    | عضو بازیگران |                 | [ ۴ ] |